# کالین مولن
کالین مولن (انگلیسی: Colleen Mullen؛ زادهٔ ۱۹ ژوئن ۱۹۸۰) بازیکن بسکتبال اهل ایالات متحده آمریکا است.